# Дзантиев, Анатолий Александрович
Анатолий Александрович Дзантиев (1941—2021) — русский советский писатель, драматург, искусствовед и переводчик, сценарист и автор пьес. Член Союза художников СССР (с 1974 года) и Союза писателей России. Заслуженный деятель искусств Северной Осетии (1989).

## Биография
Родился 8 октября 1941 года в городе Орджоникидзе Северо–Осетинской АССР в семье художников.
С 1960 по 1965 год обучался на факультете теории и истории искусств Института живописи, скульптуры и архитектуры имени И. Е. Репина АХ СССР. С 1965 года — старший научный сотрудник Северо-Осетинского государственного художественного музея имени М. С. Туганова. С 1967 по 1968 год — редактор Комитета по телевидению и радиовещанию при Совете министров Северо–Осетинской АССР. С 1986 по 1990 год — старший научный сотрудник Северо–Осетинского НИИ истории, филологии и экономики. С 1990 по 1994 и с 1998 по 2001 год — министр культуры Северо–Осетинской АССР (с 1991 года — Северной Осетии). Одновременно с 1989 по 1999 год — президент Ассоциации творческой и научной интеллигенции Северной Осетии и заместитель председателя Правления Союза писателей Северной Осетии. С 1999 по 2005 год — председатель Комитета по печати и делам издательств Северной Осетии.
Член Союза художников СССР с 1974 года и Союза писателей России. С 1960-х годов начал заниматься литературным творчеством, его рассказы выходили в таких известных литературных изданиях как: «Литературная Россия» и «Литературная газета». Дзантиев автор сборников про искусство: «А. В. Джанаев» (1969), «С. М. Едзиев» (1979), «Художники Северной Осетии» (1988), «М. С. Туганов» (1979), «Творчество скульпторов Дзантиевых» (1981), «Осетинское народное творчество» (1989), «Я художник и народный поэт» (1996); сборников рассказов и повестей:  «Всадник» (1980), «Деревья в бурю» (2003), «Небесные шахматы» (2004). Пьесы Дзантиева «Дорога длиною в вечность» (1984) и «О, щедрый Тутыр» (1988) вышли на сцене Северо-Осетинского государственного академического театра имени В. В. Тхапсаева, а драматическая пьеса «Анахарсис» на русском языке публиковалась в журнале «Дарьял» а на осетинском в  журнале «Мах дуг». Дзантиев являлся автором литературных переводов на русский язык таких произведений как: «Осетинский нартовский эпос», «Осетинские повести», альбомов  «С. Едзиев», «А. Джанаев», «Живопись Коста Хетагурова», «Ю. Дзантиев». Проза Дзантиева публиковалась в ведущих литературных художественных журналах Москвы, Чехословакии, Германии и Польши. Дзантиев был редактором фильмов «Фарн» и «Хохаг», а так же автором сценариев для таких художественных фильмов как «Ва-банк, или преферанс по воскресеньям» и «Три великана»
С 1992 года Дзантиев являлся инициатором Международного конгресса осетин «Возрождение через сотрудничество» и в 2000 году был основателем фестиваля национальных театров Северного Кавказа «Сцена без границ».
Скончался 8 января 2021 года во Владикавказе

## Награды
- Заслуженный деятель искусств Северной Осетии (1989)